# Język semimi
Język semimi, także: wesrau, girimora, etna bay – język papuaski z rodziny języków mairasi. Według danych szacunkowych z 1991 roku (SIL International) mówi nim 1000 osób.
Publikacja Peta Bahasa do terytorium tego języka zalicza wieś Siawatan (RT Avona) w dystrykcie Teluk Etna (kabupaten Kaimana), a także kilka innych miejscowości: Erega, Kiruru, Etahima i Warifi. Według danych Ethnologue jego obszar obejmuje też fragment kabupatenu Nabire.
Dostępne dane sugerują, że jest wypierany przez inne języki. W latach 90. XX w. stwierdzono zanik przekazu międzypokoleniowego (nie był konsekwentnie używany wśród najmłodszej grupy wiekowej).
Został opisany w postaci list słownictwa i pobieżnych raportów. Nie wykształcił piśmiennictwa.